# (434620) 2005 VD
(434620) 2005 VDは、ダモクレス族（ケンタウルス族とされる場合もある）の小惑星である。レモン山天文台で行われているレモン山サーベイによる観測で2005年に発見された。

## 概要
2005 VDの軌道長半径は木星より大きく、近日点においてほとんど軌道が交差している。また軌道傾斜角が180度に近く、ほぼ完全に逆行している逆行小惑星であるが、発見されている逆行小惑星の中では離心率は小さい方である。アルベドを0.09と仮定すると、直径は7 kmになると推定されている。
デビッド・C・ジューイットと中村彰正は、2005 VDをダモクレス族に分類している。一方で、ジェット推進研究所 (JPL)、黄道深部サーベイ (DES)はケンタウルス族に分類している。ただし、JPLにはダモクレス族という分類自体が存在しない。